# Hamster Kombat
Hamster Kombat — це криптовалютна гра в жанрі клікер, побудована на базі месенджера Telegram і його децентралізованої мережі TON. Задача гравця — виконувати різноманітні дії, найпростіша з яких це клікання на зображення хом'яка. За це користувачі отримують внутрішню валюту та мають змогу прокачувати рівень свого віртуального хом'яка для збільшення заробітку. 26 вересня 2024 року розробники провели лістинг власного токену HMSTR, завдяки чому гравці отримали змогу обміняти свої накопичені внутрішньогоігрові монети на криптотокени, а потім — продати їх на біржі, отримавши реальні гроші.
Як повідомляє The Bell, засновниками гри є росіяни Едуард Гуринович, Олександр Зеленщиков та Олександр Пасєчник.

## Ігровий процес
Гравець виступає в ролі керівника власної віртуальної криптобіржі та повинен розвивати її шляхом збільшення кількості монет (токенів), що видобуваються за певний проміжок часу.
Основна механіка гри полягає в кліканні на зображення хом'яка для заробітку монет — чим більше натискань, тим більше монет. Гравці можуть виконувати щоденні завдання для отримання бонусів, що стимулює їх повертатися до гри кожного дня. Також гравці можуть збирати різноманітні картки та монети для покращення свого хом'яка. В грі передбачена реферальна система: за запрошення друзів гравці отримують додаткові бонуси.

## Лістинг та ціна токена
5 липня 2024 року криптовалютна біржа Bybit оголосила, що токен HMSTR стане доступним для торгівлі на їхній позабіржовій торговій платформі (премаркеті). Про плани офіційного лістингу поки що не повідомлялось.
Наприкінці серпня 2024 року, криптовалютна біржа OKX повідомила, що проведе лістинг токену HMSTR 26 вересня 2024 року. Цього ж дня планується провести подію генерації токенів (TGE).
20 вересня, 21:00 за київським часом, проєкт зупинив видобуток нових момент перед майбутньою роздачою токенів та стартом продажів на біржах.
26 вересня, о 15:00 за київським часом, стартували продажі токена HMSTR на біржах Binance, Bybit, Kucoin, Gate.io та інших. Команда Hamster Kombat також почала роздачу токенів серед 131 млн користувачів. За даними CoinMarketCap, спочатку токен коштував близько $0,009, а потім просів до $0,007..

## Критика
Український аналітик Центру стратегічних комунікацій Сергій Жуков повідомляє, що дані українських гравців у Hamster Kombat можуть потрапити до російських спецслужб. Бот верифікує ваш номер телефону, ID-номер телеграма і визначає локацію. Коли справа дійде до виплат, бот отримає доступ до банківської картки/криптогаманця.